# Ruggero Tita
Ruggero Tita (Rovereto, 20 maart 1992) is een Italiaans zeiler.
Lange nam in tweemaal deel aan de Olympische Zomerspelen. Tijdens  Olympische Zomerspelen 2016 de eindigde hij als 14e in de tweemansboot 49er. Na afloop van deze spelen stapte hij over naar de gemengde catamaran de Nacra 17. In 2018 werd Tita samen met Caterina Banti wereldkampioen in de Nacra 17.
In Japan wonnen Tita en Banti de olympische gouden medaille in de gemengde Nacra 17.

## Resultaten

### Wereldkampioenschappen
| Jaar | Plaats          | Resultaten |
| ---- | --------------- | ---------- |
| 2017 | La Grande-Motte | Nacra 17   |
| 2018 | Aarhus          | Nacra 17   |

### Olympische Zomerspelen
| Jaar | Plaats         | Resultaten |
| ---- | -------------- | ---------- |
| 2016 | Rio de Janeiro | 14e 49er   |
| 2021 | Tokio          | Nacra 17   |

2016: Santiago Lange / Cecilia Carranza Saroli ·
2020: Ruggero Tita / Caterina Banti ·
2024: Ruggero Tita / Caterina Banti